# Chris Harper (giocatore di football americano 1993)
Christopher James Harper, detto Chris (Encino, 7 dicembre 1993), è un giocatore di football americano statunitense avente ruolo di wide receiver che attualmente non milita per nessuna squadra. Il suo esordio nella National Football League (NFL) risale al 2015, quando fu ingaggiato dai New England Patriots dopo non essere stato scelto da nessuna squadra nel corso del draft. Al college giocò a football con i California Golden Bears.

## Carriera professionistica

### New England Patriots
Harper firmò con i New England Patriots il 5 maggio 2015 dopo non essere stato scelto da nessuna squadra nel corso del draft. Harper venne inserito nella roster dei Patriots e giocò nella prima volta nella prima partita del 2015 ma venne escluso dalla squadra attiva il 15 settembre; due giorni dopo Harper firmò un nuovo contratto con i Patriots e venne inserito nella squadra d'allenamento.
Il 17 novembre Harper venne promosso nuovamente alla squadra titolare a causa dell'infortinuo di Julian Edelman.
Il 30 novembre 2015 i Patriots rinunciarono ad Harper, a causa di una ricezione sbagliata di un punt contro i Denver Broncos il giorno precedente. Il 2 dicembre 2015 Harper firmò nuovamente per la squadra d'allenamento e il 26 dicembre venne ancora una volta promosso alla squadra titolare
. Il 3 gennaio 2016 Harper riuscì a prendere il suo primo passaggio, da 6 iarde, contro i Miami Dolphins
.
All'inizio della nuova stagione, il 3 settembre 2016, Harper venne svincolato dai Patriots nell'ambito delle ultime modifiche al roster stagionale.

### San Francisco 49ers
Il 5 settembre 2016 Harper firmò con i San Francisco 49ers per un posto nella squadra d'allenamento. Il 12 settembre 2016 fu promosso alla squadra attiva per essere svincolato il giorno seguente e poi firmare nuovamente, il giorno successivo, per la squadra d'allenamento. L'8 novembre 2016 venne nuovamente promosso al roster attivo
. 
Il 2 maggio 2017 Harper venne svincolato dai 49ers.

### New York Jets
Harper firmò con i New York Jets il 30 maggio 2017
. Il 1º settembre venne svincolato dei Jets.